# Hicham Lasri
 (mai 2024).
Hicham Lasri (en arabe : هشام العسري), connu sous le pseudonyme de Daddy Desdenova, né le 13 avril 1977 à Casablanca (Maroc), est un réalisateur, scénariste, romancier et dessinateur marocain, traitant plusieurs médias artistiques simultanément.
En parallèle de son travail de réalisateur, Hicham Lasri est auteur de romans et de bandes dessinés dont Sainte Rita (2015), Fawda (2017) et L'improbable Fable de Lady Bobblehead (2020).

## Biographie
Après des études de droit, il se lance dans une carrière d'écrivain et de dramaturge avec la pièce de théâtre, (K)rêve (2006) et le roman Static (2008). Il réalise ensuite plusieurs courts métrages avant de réaliser son premier long métrage, The End, en 2011,,. 

## Filmographie
- 2002 : Géométrie du remords (court métrage)
- 2004 : Ali J'nah Freestyle (court métrage)
- 2005 : Lunatika (court métrage)
- 2005 : Jardin des Rides (court métrage)
- 2007 : L'Os de fer (téléfilm)
- 2005 : Le peuple de l’horloge
- 2010 : Terminus des anges (un des trois courts métrages)
- 2011 : The End
- 2011 : Android (court métrage)
- 2013 : C'est eux les chiens...
- 2014 : The Sea is behind (Al bahr min ouaraikoum)
- 2016 : Affame ton chien
- 2017 : Headbang Lullaby
- 2018 : Jahilya
- 2019 : Nayda?
- 2020: Bissara overdose

### Trilogie «Marroc»
« Marroc » est une série de courts métrages écrits et réalisés par Hicham Lasri et diffusés exclusivement sur Youtube en septembre 2020.

### Scénariste
Hicham Lasri est scénariste de toutes ses réalisations.
- 2006 : Tizaoul d'Hicham Ayouch
- 2007 : Tissée de mains et d'étoffe d'Omar Chraibi

## Roman
- Stati ©: roman à facettes . Eddif. 2009  (ISBN 978-9954-1-0261-9).

- Sainte Rita. Le Fennec. 2015  (ISBN 978-9954-1-6772-4).
- L'Effet Lucifer. éditions ONZE. 2021  (ISBN 978-9920-9-1072-9)

## Bande dessinée
- Vaudou. Éditions Le Fennec. 2015.  (ISBN 978-9954-1-6802-8).
- Fawda. Kulte. 2017.  (ISBN 978-9954-9-6053-0).
- Marroc. Le Fennec. 2019.  (ISBN 9789920755146)[6].
- L'improbable Fable de Lady Bobblehead. Éditions Rimal. 2020[7].

## Musique
Hicham Lasri a sorti en 2019 une chanson intitulé « L'B3abe3 » avec son band ChicShocs. L'artiste décrit la chanson comme étant « une expérience sociale  ou il insulte tout le monde en s'incluant lui-même dans le lot. L'idée étant de recenser la réaction de la foule, comme dans une performance artistique. » 

## Web-séries
Hicham Lasri écrit et réalise plusieurs web-série qu'il publie publie sur YouTube.
En 2017 il publie Bissara Overdose, une sorte de faux vlog ou le personnage principal “Katy” partage ses pensées sur la société en tant que jeune fille célibataire qui a envie de se trouver un mari. Il publie aussi Caca-Mind, une fausse émission d'utilité publique ou le personnage principal “Zoubida” lance un appel public aux citoyens du Maroc pour participer a un recensement d’une nouvelle espèce humaine nommée le “Caca-Mind”. Il publie ensuite K7el Rass - Les Basanés, une web-série composée de micros-trottoirs spontanés réalisés à Casablanca où des piétons sont amenés a répondre à la question « que voudriez vous changer dans le Maroc d’aujourd’hui ». Il publie aussi en 2017 Rafik Khikhi - Camarade Khikhi, un faux vlog ou le personnage principal Camarade Khikhi un chômeur addict au cannabis raconte sa vision du monde depuis ses toilettes.
En 2017 et 2018, il publie No-vaseline Fatwa, une sorte de faux vlog ou le personnage principal, un moudjahid auto-proclamé explique sa vision du monde depuis sa cave qu’il prétend est située dans une montagne au Pakistan. En 2017 et 2018, il publie aussi No-Vaseline Politic, une série de vidéos pour une fausse campagne politique pour le parti “Gamila” où le président du parti fait des promesses absurdes aux citoyens pour gagner leurs votes aux prochaines élections.
En 2018, il publie Ta ana Bnadem (Wellah), une série de vidéos qui dénoncent les clichés sexistes les plus répandues dans la société marocaine avec un traitement comique et absurde.
En 2018-2019, il publie Tba3sis BlFrançais, une série de vidéos de définitions de mots soutenus expliqués en Darija par le réalisateur Hicham Lasri avec un invité spéciale dans chaque épisode.